# Corydalis caseana
Corydalis caseana là một loài thực vật có hoa trong họ Anh túc. Loài này được A.Gray mô tả khoa học đầu tiên năm 1874.